# Đền Mẫu (xã Phù Đổng)
Đền Mẫu còn gọi là Đền Mẫu Phù Đổng hoặc Đền Hạ là ngôi đền thờ mẹ của Thánh Gióng - Phù Đổng Thiên Vương (đền thờ Đức Thánh Gióng gọi là Đền Thượng), nằm ở ngoài đê xã Phù Đổng, Gia Lâm, ngoại thành Hà Nội.
Trước kia, Thánh Mẫu được thờ chung với Thánh Gióng ở đền Thượng. Đến năm Chính Hoà thứ 4 (1683), Thánh Mẫu mới thờ ở đền riêng tại thôn Ngô Xá. Mười năm sau đền lại được thiên về gần chùa Giếng (chùa Tập Phúc), tại chỗ hiện nay. Đền hiện còn lưu giữ được một số hiện vật có giá trị: đôi phỗng đá, một bộ dài bạc, hai bình hương đá...

## Kiến trúc
Kiến trúc còn lại của đền Gióng gồm nhiều công trình trên một diện tích rộng.
Đền Mẫu là một trong số các di tích thờ tự liên quan đến Đức Thánh Gióng gồm: Đền Thượng, Đền Hạ, Miếu Ba (nơi sinh Thánh Gióng), Am vườn cà (tương truyền nơi mẹ Thánh Gióng ướm chân), Giáng Ngự, Soi Bia, Đình Hạ Mã,...

## Lễ hội
Lễ hội chính của đền là Giỗ Mẫu (diễn ra vào ngày 21 tháng 2 Âm Lịch hàng năm, không trùng với Hội Gióng).